# Oleksij Krutych
Oleksij Vasyl'ovyč Krutych (in ucraino Олексій Васильович Крутих?; Kiev, 10 marzo 2000) è un tennista ucraino.

## Statistiche
Aggiornate al 10 aprile 2023.

### Tornei minori

#### Singolare

##### Vittorie (3)
| Legenda tornei minori     |
| Challenger (2)            |
| ITF World Tennis Tour (2) |

| N. | Data             | Torneo                                               | Superficie  | Avversario in finale   | Punteggio        |
| 1. | 30 maggio 2021   | M15 Novomoskovsk, Novomoskovsk                       | Terra rossa | Jose Fco. Vidal Azorin | 7–6(3), 7–5      |
| 2. | 20 marzo 2022    | M25 Antalya, Antalya                                 | Terra rossa | Billy Harris           | 6–4, 4–6, 6–2    |
| 3. | 28 agosto 2022   | Prague Open Challenger III, Praga                    | Terra rossa | Lucas Gerch            | 6-3, 6(2)-7, 6-2 |
| 4. | 27 novembre 2022 | Copa Faulcombridge Open Ciudad de València, Valencia | Terra rossa | Luca Van Assche        | 6–2, 6–0         |

##### Finali perse (5)
| Legenda tornei minori     |
| Challenger (0)            |
| ITF World Tennis Tour (5) |

| N. | Data           | Torneo                         | Superficie  | Avversario in finale | Punteggio   |
| -- | -------------- | ------------------------------ | ----------- | -------------------- | ----------- |
| 1. | Settembre 2018 | F4 Ucraina, Buča               | Terra rossa | Alessandro Petrone   | 4–6, 3–6    |
| 2. | Settembre 2019 | M15 Brașov, Brașov             | Terra rossa | David Ionel          | 5–7, 4–6    |
| 3. | Settembre 2020 | M15 Novomoskovsk, Novomoskovsk | Terra rossa | Bogdan Bobrov        | 3–6, 3–6    |
| 4. | Febbraio 2021  | M15 Antalya, Antalya           | Terra rossa | Raul Brancaccio      | 4–6, 4–6    |
| 5. | Marzo 2022     | M25 Antalya, Antalya           | Terra rossa | Nerman Fatić         | 6(4)–7, 4–6 |

#### Doppio

##### Vittorie (4)
| Legenda tornei minori |
| Challenger (2)        |
| Futures (2)           |

| N. | Data             | Torneo                                               | Superficie  | Compagno           | Avversari in finale                    | Punteggio        |
| 1. | 14 marzo 2021    | M15 Antalya, Antalya                                 | Terra rossa | Juan Pablo Paz     | Peter Heller Jeroen Vanneste           | 7–5, 4–6, [10–7] |
| 2. | 11 dicembre 2021 | Antalya Challenger, Antalya                          | Terra rossa | Hsu Yu-hsiou       | Sanjar Fayziev Markos Kalovelonis      | 6–1, 7–6(5)      |
| 3. | 13 marzo 2022    | M25 Antalya, Antalya                                 | Terra rossa | Sarp Agabigun      | Roman Andres Burruchaga Alexander Weis | 6–4, 7–6(3)      |
| 4. | 26 novembre 2022 | Copa Faulcombridge Open Ciudad de València, Valencia | Terra rossa | Oriol Roca Batalla | Ivan Sabanov Matej Sabanov             | 6–3, 7–6(3)      |